# Estudios tecnohumanos
Los estudios tecnohumanos (Technoself), comúnmente conocidos como TSS, son un dominio emergente e interdisciplinar de la investigación académica que se ocupa de todos los aspectos de la identidad humana en una sociedad tecnológica y se centra en la naturaleza cambiante de las relaciones entre el ser humano y la tecnología. A medida que emergen nuevas y constantemente cambiantes experiencias de identidad humana debido al constante cambio tecnológico, los estudios de la tecnología buscan mapear y analizar estos desarrollos mutuamente influyentes con un enfoque en la identidad, más que en los desarrollos técnicos. Por lo tanto, el yo es un concepto clave de los TSS. El término "tecnoself", desarrollado por Luppicini (2013), denota en términos generales la evolución de la identidad humana como resultado de la adopción de nueva tecnología, al tiempo que evita los sesgos ideológicos o filosóficos inherentes a otros términos relacionados, incluyendo cyborg, posthumano, transhumano, beman (también conocido como humano bioeléctrico), identidad digital, avatar y homotechnicus aunque Luppicini reconoce que estas categorías "capturan aspectos importantes de la identidad humana". Los Technoself fueron elaborados y explorados en el "Manual de investigación sobre la propia identidad: identidad en un entorno tecnológico" de Luppicini. 

## Historia y marco contextual
Los Technoself evolucionaron a partir de las primeras bases en estudios de identidad, filosofía de la mente y ciencia cognitiva. René Descartes es a menudo acreditado como uno de los primeros teóricos de la identidad de la Modernidad al cuestionar el mundo material y la certeza del conocimiento del yo. A pesar de las fuertes críticas, la cuestión que planteó con respecto a la necesaria relación entre la mente y el cuerpo aún se considera un tema predominante en las discusiones contemporáneas sobre identidad y tecnología. Otro desarrollo importante en los estudios de la identidad provino de la psicología social temprana, la sociología y el psicoanálisis. A partir de Freud, la tradición psicoanalítica arroja algo de luz sobre la dinámica de la identidad y el desarrollo de la personalidad. Erving Goffman amplió la investigación de la identidad con su teoría dramatúrgica, que enfatizaba la centralidad del dominio social y la noción de la autopresentación de la identidad. Más tarde, Michel Foucault amplió aún más el área de investigación al contemplar cómo las tecnologías podrían facilitar el surgimiento de nuevas formas de relacionarse con uno mismo.
El área más arraigada de los estudios tecnohumanos gira en torno a consideraciones ontológicas y conceptualizaciones. El esfuerzo por identificar la esencia del ser humano es frecuente en los círculos filosóficos y está arraigado en la investigación teórica emergente sobre el tema. El examen de DeGrazia (2005) sobre identidad / identidad numérica sirve para arrojar luz sobre la ética de la mejora humana. Según DeGrazia, la identidad humana se divide en dos partes: 1) identidad numérica (se refiere a la continuidad de un individuo como el mismo objeto en el tiempo o a través de su actividad), y 2) identidad narrativa (se refiere a los cambios en la autopercepción experimentados por un individuo en el tiempo). Al dividir la identidad humana en dos partes, DeGrazia está facilitando una discusión sobre la ética de las mejoras humanas. Mientras tanto, la investigación de Croon Fors (2012) sobre el yo y la digitalización han ayudado a enmarcar las consideraciones ontológicas relacionadas con la conceptualización de los estudios tecnohumanos. 
Además, la naturaleza cambiante de la identidad es un tema común dentro de los estudios tecnohumanos. Como resultado, esto ha dado lugar a que los académicos analicen preguntas tales como: ¿De qué manera los avances en las tecnologías de detección, la biometría y la genética cambian la forma en que definimos y reconocemos la identidad? ¿Cómo cambian las tecnologías la forma en que las personas se definen a sí mismas y se presentan en la sociedad? Este tipo de preguntas se analizan en gran medida a medida que la conceptualización de la identidad cambia rápidamente.
La idea de que la identidad humana está formada por la adopción de nuevas tecnologías y la relación entre los humanos y la tecnología es fundamental para entender el desarrollo de los estudios de la tecnología como campo de investigación. Los avances en tecnología digital han forzado a los investigadores a considerar la concepción del yo en relación con la creciente dependencia de la sociedad en el uso de tecnologías (como teléfonos celulares, táblets y redes sociales) en las tareas diarias de la vida personal y profesional de las personas. Las nuevas tecnologías, particularmente las herramientas de comunicación por ordenador, han planteado cuestiones relacionadas con la identidad en relación con cuestiones de privacidad, límites de identidad virtual, fraude en línea, vigilancia ciudadana, etc. Estos problemas surgen cuando nuestra perspectiva sobre la tecnología cambia de una funcionalidad a una interacción. Según John Lester, en el futuro, "no solo disfrutaremos de usar nuestras herramientas, sino que cuidaremos de ellas".

## Términos relacionados

### Noeme
Noeme es un término acuñado en 2011 por el biogerontólogo Marios Kyriazis, y denota una "combinación de una función cerebral física y la de una función virtual subrogada". Un noeme es la "presencia en red" intelectual de un individuo dentro del cerebro global, una sinergia significativa entre cada ser humano individual, sus interacciones sociales y agentes artificiales, conectados globalmente a otros noemas a través de la tecnología de comunicaciones digitales. Kyriazis aclara que: "... El noeme está estructuralmente acoplado con su medio, es decir, la computadora / Internet. Genera continuamente su propia organización y especifica su funcionamiento y contenido. Como sistema autoorganizado, se ajusta a factores externos. Influye y se reinventa a sí mismo para adaptarse a su entorno, es decir, se reproduce (autorreplica) horizontalmente en un proceso que puede denominarse "reproducción noémica". Esta manifestación intelectual digital de una persona, si tiene éxito, llevará a otros a copiarla, por lo tanto, los noemas se están replicando ... Un noemé no es solo una colección de ideas únicas o logros intelectuales solitarios. Es la suma total de todos los esfuerzos cognitivos individuales y los logros activos de intercambio de información de una persona, la posición intelectual de una persona dentro del Cerebro global."

### Cyborg
Un cyborg (organismo cibernético) es un término que se refiere a individuos con "partes biológicas y artificiales". Los Cyborgs son conocidos como organismos mitad humanos, mitad máquina, debido al hecho de que siempre están conectados con la tecnología. Este término, que fue acuñado en 1960 por Manfred Clynes, se refiere y reconoce a aquellos seres cuyas habilidades se han mejorado debido a la presencia y el avance de la tecnología. La noción de cyborg ha jugado un papel en romper las fronteras entre humanos y no humanos que viven dentro de una sociedad tecnológicamente avanzada. Por ejemplo, aquellos a los que han instalado marcapasos, audífonos, partes artificiales del cuerpo, implantes cocleares, así como otras tecnologías que pueden ayudar a mejorar las capacidades de un organismo para actuar, ya sea física o mentalmente. Hugh Herr, un escalador, ingeniero y biofísico estadounidense, ha inventado con éxito la próxima generación de cyborg (miembros biónicos y prótesis robóticas). Como director del grupo de Biomecatrónica del Media Lab en el MIT, compartió su experiencia y presentó el logro del equipo por primera vez en un programa de entrevistas de TED.

### Transhumano
Transhumano es un concepto que surgió como resultado del movimiento transhumanista que se centra en la idea de mejorar las habilidades de los seres humanos principalmente a través de "medios científicos y técnicos". A diferencia del concepto posthumano, la noción de transhumano se basa en la mejora humana, pero no se compromete a postular una nueva especie separada. La filosofía del transhumanismo fue desarrollada en la década de 1990 por el filósofo británico Max More quien articuló los principios del transhumanismo como una filosofía futurista. Sin embargo, la filosofía transhumana también ha sido objeto de escrutinio por académicos prominentes como Francis Fukuyama.

### Posthumano
Posthumano es un concepto que apunta a significar y caracterizar un tipo de ser nuevo y mejorado. Este organismo es altamente representativo de un ser que abarca capacidades nuevas que superan las capacidades humanas que actualmente definen a los seres humanos. Este estado de identidad posthumano se debe principalmente al avance de la presencia tecnológica. Según Luppicini, las capacidades posthumanas "sugieren un nuevo tipo de ser más allá de lo humano. Esto compromete la neutralidad necesaria para una concepción clara de la identidad humana frente a la integración humano-tecnológica". Este concepto tiene como objetivo permitir un futuro más brillante relacionado con obtener una mejor percepción del mundo a través de diversos puntos de vista.

### Homo technicus
Homo technicus es un término "acuñado por primera vez por Galvan en 2003 para ayudar a refinar la definición de los seres humanos para reflejar con mayor precisión la evolución de la condición de los seres humanos entrelazados en el avance de la sociedad tecnológica". Se refiere a la noción de que los seres humanos son tecnológicos por naturaleza y evolucionan simultáneamente con la tecnología. Galvin afirma en su artículo titulado "On Technoethics": "la humanidad no puede eliminar la dimensión técnica, yendo incluso al punto de considerar esta parte de su constitución: la humanidad es técnica por naturaleza. La tecnología no es una adición al hombre, sino que es, de hecho, una de las formas en que la humanidad se distingue de los animales".
Luppicini se basa en el concepto de homo technicus en su libro Handbook of Research on Technoself: Identity in a Technological Society. Luppicini siente que la noción de homo technicus contribuye a la concepción de los humanos en dos formas. Primero, ayuda a solidificar la idea de que la tecnología es un componente clave para definir a los seres humanos y la sociedad y, en segundo lugar, demuestra la importancia de la tecnología como creación humana que se alinea con los valores humanos. Continúa explicando que las interacciones humanas con el mundo material a su alrededor ayudan a crear significado y esta forma única de crear significado ha afectado la forma en que los humanos evolucionaron como especie.

### Avatar
Los avatares representan el individuo, el alter ego del individuo o personaje (s) dentro de entornos virtuales controlados por un usuario humano. Los avatares brindan una oportunidad única para experimentar con la construcción de identidad propia dentro de mundos virtuales (Turkle, 1995) y para hacerlo con otros". Los ejemplos de avatares pueden incluir personajes en juegos en línea o simulaciones virtuales de vida como Second Life.

### Tecnosapien
Un tecnosapien sería un término del argot para un ser humano que está familiarizado y cómodo con la tecnología. Alguien que tenga los últimos gadgets y maquinaria electrónica sería tecnosapien.

### Identidad digital
La identidad digital es la información que describe de manera única a una persona o cosa y contiene información sobre las relaciones del sujeto. La identidad social que un usuario de Internet establece a través de identidades digitales en el ciberespacio se conoce como identidad en línea.

## Áreas y problemas clave
Las áreas de enfoque en los TSS son: investigación filosófica y encuadre teórico, identidad digital y vida virtual, tecnologías de mejora humana y su regulación.  Estas áreas de estudio han sido influenciadas por una extensa investigación y aportes a lo largo de los últimos años. 

### Identidad digital y vida virtual
La identidad digital y la vida virtual analiza cómo las personas exploran, desarrollan y representan sus identidades en entornos virtuales. La investigación sobre la vida virtual y las identidades digitales se refiere no solo a cómo los individuos se relacionan con sus propias identidades mediadas, sino también a cómo se relacionan con las de los demás. Con la popularidad actual de los sitios de servicios de redes sociales, no sorprende que los académicos de los TSS también hayan comenzado a estudiar los efectos que tales conexiones sociales constantes y mediadas tienen en la identidad. Los temas que se incluyen en esta categoría incluyen la discapacidad intelectual, la identidad de género y los medios de comunicación.
Las áreas críticas de investigación incluyen: cómo las personas tratan la identidad de los demás en un espacio en línea; cómo las personas usan los medios para desarrollar y proyectar su identidad; y cómo la representación digital puede alterar el significado y la identidad de la vida (Luppicini, 2013). Dicha investigación examina las ventajas y desventajas de la vida en línea y la construcción de la identidad digital.
Las áreas de identidad digital y vida virtual se han vuelto bastante populares por los avatares en línea. Los académicos ahora se centran en el papel que desempeñan los avatares en la exploración de la identidad, los comportamientos de sensibilización y la autopresentación. Otra investigación analiza el uso de las tecnologías de comunicación por parte de personas inmigrantes como parte de una diáspora digital. Estos académicos examinan una tendencia en la que los inmigrantes de la diáspora que se sienten desconectados de sus identidades culturales han recurrido a las tecnologías digitales como una forma de reconectarse.
El término "technoself" a menudo se usa de manera intercambiable con "self virtual". En este caso, la tecnología propia se usa para referirse a una manifestación virtual de uno mismo. La capacidad de proyectarse en un mundo virtual permite a los usuarios controlar su apariencia y personalidad. Los usuarios pueden personalizar su identidad virtual y crear una persona a su gusto. La maleabilidad de las identidades en línea permite a los usuarios no solo crear su propio ser virtual, sino también cambiar y moldear continuamente sus identidades en línea de maneras imposibles de hacer con sus identidades reales. Los usuarios pueden editar y cambiar la apariencia y el comportamiento de sus seres virtuales para controlar la percepción que los demás tienen de ellos.
La capacidad de crear y cambiar su identidad de esta manera se debe al anonimato. El anonimato es una característica primordial y dinámica de la interacción social virtual dentro de la esfera pública en línea. Como no se requiere que los individuos revelen su verdadera identidad, pueden explorar aspectos nuevos y no descubiertos de ellos mismos. En esta expansión del yo, las personas anónimas pueden probar diversas identidades que rompen las normas sociales tradicionales, sin temor a represalias o juicios. Esto contribuye a la creación de "super-yoes", a través de los cuales los individuos pueden amplificar aspectos de sus identidades proyectadas para formar una expresión ideal del yo. El hecho de que la gran mayoría de los encuentros virtuales sean de naturaleza anónima permite que se produzca un fenómeno de "extraños en un tren". A través de personajes inventados y desconocidos, los individuos pueden involucrarse en auto revelaciones, travestismo y fantasías. Sin embargo, esta libertad puede no ser absoluta, ya que existen muchos riesgos al participar en una comunidad en línea, incluido el robo de identidad y el posible vínculo entre identidades anónimas y manifiestas.
El anonimato también puede tener ramificaciones legales, lo que dificulta que las fuerzas del orden público mantengan el control sobre las comunidades en línea. Rastrear a los infractores de la ley en línea es difícil cuando se desconoce su identidad. El anonimato también libera a las personas para que puedan comportarse de maneras socialmente indeseables y dañinas, lo que puede dar lugar a formas de incitación al odio y comportamiento cruel en línea. Por último, el anonimato también disminuye la integridad de la información, y como resultado, disminuye la confianza general del entorno en línea.
Muchos usuarios en línea eligen intentar el anonimato mediante el uso de avatares. Los usuarios se asocian con avatares como representantes digitales dentro de una comunidad virtual duplicada y simulada. Como resultado, brindan la oportunidad a los usuarios de manipular sus mundos y los espacios y objetos con los que interactúan. La participación en comunidades en línea ha resultado en la creación de una economía virtual basada en el valor semántico de los productos digitales. Esta forma de consumismo en línea se centra en la creación de avatares como extensiones del yo.
Luppicini sostiene que el aumento de la vida en línea crea serias dudas sobre las ventajas y desventajas de las comunidades en línea junto con los desafíos para la construcción de identidad en línea (Turkle, 1999). Señala la influencia negativa de la impersonalidad de las comunidades virtuales en la interacción fuera de línea y las consecuencias de la adicción a Internet. Sherry Turkle declara: "Descubrimos que la red, el mundo de la conectividad, está especialmente adaptada a la vida sobrecargada que posibilita. Y ahora buscamos en la red que nos defienda contra la soledad incluso cuando queremos que controle la intensidad de nuestras conexiones".

### Privacidad y vigilancia de la tecnología
Ver también: Vigilancia: Efectos psicológicos / sociales
Las redes informáticas y las tecnologías inteligentes como la identificación por radiofrecuencia (RFID), los sistemas de información geográfica (GIS) y los sistemas de posicionamiento global (GPS) proporcionan nuevas herramientas y técnicas para controlar a las personas y su comportamiento. El aumento de este tipo de tecnologías ha generado preocupación sobre la invasión de la privacidad y el uso indebido de la información. Esto se debe a que la identidad en red puede ser explotada por terceros que quieran obtener acceso y control sobre la información personal. Además, las implicaciones de las tecnologías sofisticadas para identificar y rastrear personas, el almacenamiento de estos datos y el uso gubernamental de la vigilancia para rastrear tipos sospechosos de personas son cuestiones importantes en privacidad / vigilancia y TSS. La disponibilidad de tecnologías relacionadas (por ejemplo, EyeTap, Memoto) para individuos (en oposición a gobiernos o intereses comerciales) también ha conducido al fenómeno llamado sousveillance, mediante el cual las personas rastrean o registran las actividades de las autoridades en línea o en entornos reales.
Los principales académicos en el estudio de la vigilancia incluyen a David Lyon y Mark Andrejevic. Además de contribuir al advenimiento del periodismo ciudadano, la proliferación de tecnologías de vigilancia ha sugerido una serie de implicaciones legales / regulatorias, éticas y sociales para los derechos democráticos y de los consumidores. Una ilustración dramática de estas preocupaciones proviene del profesor Steve Mann de la Universidad de Toronto, un defensor de los derechos de privacidad e ingeniero pionero de tales tecnologías. Después de haber sido supuestamente agredido en un restaurante francés de McDonald's por usar un dispositivo de cristal ocular digital de realidad aumentada, a Mann, irónicamente, se le negó el acceso a las imágenes de cámaras de vigilancia de McDonald's. Esto condujo a la acuñación por Mann del término "McVeillance" para ejemplos de dobles estándares de vigilancia / sousveillance y a su contribución a la propuesta de la ley Mann-Wassell en la legislatura de Nueva York.

### Tecnología de mejora humana
La tecnología de perfeccionamiento humano (HET) es el estudio de herramientas que mejorarían la forma de vida de un ser humano. Busca avanzar y progresar en lo que los humanos ya hacen dentro de sus vidas normales. Sin embargo, habitualmente busca ayudar a cualquier enfermedad y debilidad en el cuerpo. Los temas populares dentro de esta nueva área de estudio incluyen, la cirugía de reasignación de sexo, potenciadores del estado de ánimo, genómica y neuroentrenamiento. La mejora en el lugar de trabajo es un nuevo tema de discusión, mientras que el lugar de trabajo debería adaptarse a los diversos tipos de discapacidad humana, parece que la mejora de los trabajadores preocupa más a las empresas. Mediante el uso de prótesis cyborg uno puede ensamblarse en su propia visión, y cualquier desfiguración o impedimento posiblemente puede desaparecer. Dentro de la evolución de las prótesis cyborg, un ser humano es capaz de comprender físicamente las cosas más fácilmente, lo que permite que más personas participen en lo que elijan. Un aspecto importante de esta tecnología proviene de la capacidad de determinar quién puede beneficiarse o no y cómo debe controlarse el acceso a estas nuevas tecnologías.
Los cuerpos humanos ahora no solo pueden mejorarse a través de medios naturales, sino a través de los efectos de la tecnología. Esta nueva forma de mejora está conectada con lo que los humanos perciben de sí mismos, y sobre cómo se crea su propia identidad. Un humano opera basado en sus habilidades; estas capacidades son los factores y características que crean una personalidad. El aumento de estas aptitudes conduce a un nuevo ser humano, que tiene un sentido renovado de quién es. El término "libre de ser yo mismo" está estrechamente relacionado con esta nueva forma de mejora, en la que las mejoras tecnológicas pueden ser cosméticas o reconstructivas. Mediante la incorporación de la medicina y la tecnología "... la cirugía cosmética se convierte en una tecnología a través de la cual el cuerpo se normaliza y se homogeneiza tanto como se mejora". Un ejemplo apropiado relacionado con la mejora humana y los cyborgs podría ser el recientemente condenado Oscar Pistorius. En los últimos años, Pistorius luchó con el Comité Olímpico Internacional para tener un lugar en las competiciones de los Juegos Olímpicos de 2012 en Londres. La controversia en torno a Pistorius se extendió a sus piernas artificiales, y cómo se comparan con la anatomía humana natural. Se planteó si Pistorius tenía una ventaja injusta sobre sus competidores. El fallo quedó en manos de un análisis científico de sus piernas y de su paso de carrera que finalmente lo llevó a participar en los Juegos Olímpicos. Por lo tanto, hemos llegado a un momento en que las decisiones, y por lo tanto los paneles humanos, necesitan determinar qué es humano, qué es natural y qué es artificial.
Los derechos y cuestiones de privacidad sobre la tecnología de mejora humana han dado lugar a temas desafiantes dentro de los estudios de TSS. Por ejemplo, la consideración de políticas y directrices éticas en el despliegue de HET es un tema emergente dentro de los TSS. Además, la cuestión del acceso a la HET, y donde establecemos la línea entre las tecnologías terapéuticas necesarias, y la mejora humana frívola se están planteando en los TSS. Por lo tanto, el tema emergente relacionado con los derechos y la privacidad sobre la HET es de gran interés dentro de los TSS. Los temas más populares de la HET en la investigación reciente incluyen: sexo (reasignación) (Diamond y Sigmundson, 1997; Zucker, 2002), mejoradores del estado de ánimo (Rabin, 2006), potenciadores cognitivos (Walker, 2008), genómica (Zwart, 2009) y neuroentrenamiento (Northoff, 1996). Una segunda línea de investigación explora los aspectos sociales, legales y éticos del mejoramiento humano y las posibles amenazas a la dignidad humana que podrían surgir de la implementación de mejoras humanas (Bostrom, 2005).
Algunas críticas involucran una discusión entre el desarrollo de la HET y el entorno socioeconómico. Francis Fukuyama, un científico político estadounidense preocupado por el futuro de la HET cree que podría causar la extensión de la distancia entre los ricos y los pobres dentro de las naciones industrializadas comparativamente ricas, ya que es probable que la HET sea un producto de lujo. Por el momento, la HET parece ser difícil de incorporar en los servicios de salud pública debido al precio, lo que crea una distinción más profunda entre quienes pueden pagar la tecnología y quienes permanecerán discapacitados.

### Transhumanismo
El pensamiento transhumano se centra en las creencias que sostienen que la transformación fundamental de la condición humana será a través del desarrollo de diversas tecnologías, lo que eventualmente eliminará el envejecimiento humano y mejorará las capacidades humanas, tanto físicas como mentales. Los creyentes en esta teoría piensan que el futuro del desarrollo humano verá una nueva especie inteligente que se verá reforzada por los avances tecnológicos. Usan estos avances tecnológicos para abordar diversos problemas relacionados con la experiencia humana, como la moral y los problemas de salud. Ven esta convergencia a través del apoyo de las tecnologías actuales y la visión de la tecnología en el futuro; usando estos avances para eventualmente hacer a los humanos más que humanos, mejorados a través de esta tecnología. Su argumento central es que los humanos necesitan poder elegir si esta tecnología es utilizada o no por ellos.
Esta teoría se expande en la noción de la propia tecnología, ya que el transhumanismo plantea lo que para muchos que poseen estas creencias es la evolución natural de la condición humana. Muchos consideran la historia de los avances tecnológicos como una prueba de que estos avances futuros son posibles, al menos en teoría.

### Identidades reales y virtuales
Los avatares son una representación visual de un usuario en un entorno en línea. Esta representación puede ser una representación física precisa del usuario, o puede ser completamente diferente. Esta representación en línea puede afectar el yo fuera de línea. Pena y sus colegas exploraron un fenómeno conocido como el "efecto Proteus" en el que "los avatares pueden cebar las actitudes negativas y la cognición en entornos virtuales de escritorio". Llevaron a cabo un estudio que demostró cómo la apariencia y las afiliaciones de un avatar en línea de un individuo pueden alterar la personalidad y las actitudes fuera de pantalla del individuo. El grupo de Pena usó discusiones virtuales grupales para medir la agresividad de las personas que usan avatares con capas negras frente a sus contrapartes del grupo de control que vestían de blanco y que encontraron intenciones y actitudes más agresivas en el grupo de capa negra.
Se encontraron resultados similares en un segundo estudio que utilizó estudios de prueba de percepción temática para determinar las diferencias entre los valores y las actitudes de un grupo control y un grupo utilizando un avatar asociado al Ku Klux Klan (KKK). Las personas que utilizan los avatares asociados con KKK mostraron más pensamientos negativos que el grupo de control. Otros estudios arrojaron resultados similares: "Yee y Bailenson encontraron que, en un entorno inmersivo en 3D, los participantes que usaban avatares con rostros más atractivos revelaban más información cuando se comparaban con aquellos que usan avatares con caras menos atractivas. Además ... los participantes que usaban avatares más altos tendían a negociar con más fuerza en comparación con aquellos que usaban avatares más bajos." Un creciente cuerpo de evidencia apoya cómo nuestros avatares pueden afectar nuestro yo fuera de línea; alterando nuestras actitudes y valores.

### Anonimato en línea y presentación del yo
El anonimato en línea se describe comúnmente con la frase "En Internet, nadie sabe que eres un perro". El anonimato en línea permite a los usuarios presentar diferentes versiones de sí mismos en entornos en línea. Sin restricciones físicas, los usuarios son libres de elegir y construir su(s) forma(s) virtual(es) e identidades. Los espacios virtuales que fomentan tal libertad y anonimato, por lo tanto, permiten a los usuarios alejarse de las expectativas, normas y comportamientos de su vida cotidiana. Se puede decir que esta libertad ilimitada de expresión anónima permite la transferencia de emociones reprimidas del mundo real al dominio en línea. Sin embargo, si uno continuamente opta por expresar su verdadero yo de forma anónima en línea en lugar de hacerlo en el mundo real a través de la interacción cara a cara, ¿qué ámbito sería más "real"? Por muy extremo que parezca este escenario, uno podría decir que la supresión de las normas y la expresión natural consideraría que el yo físico es el avatar y el avatar en línea es el verdadero yo.
La identidad en línea de un usuario es una identidad social que representa al usuario en el entorno en línea, lo que le permite a un usuario un alto nivel de control sobre su identidad de una manera que difiere del mundo fuera de línea. Turkle descubrió que el nivel de control sobre la creación de una identidad en línea también se extiende a la intensidad de las conexiones realizadas en dichos espacios virtuales, ya que los usuarios pueden interactuar y desconectarse a voluntad. Dervin y Abbas señalan que Turkle, en sus primeros trabajos, fue "uno de los primeros en mostrar cómo el anonimato ofrece un amplio espacio para que los individuos expresen partes inexploradas de sí mismos" más fácilmente que en la interacción cara a cara ". Dentro de esta noción de ser libre en el anonimato en línea, los estudios de tecnología propia también analizan lo que nos hace el elemento de ocultación. Turkle sugiere que, "nuestra vida en red nos permite escondernos el uno del otro, incluso cuando estamos atados el uno al otro". Los estudios de Technoself exploran lo que estos perfiles le hacen al inconsciente humano. Mientras las personas se "exponen" a sí mismas, cuestionan su nivel de exposición y de intercambio en comparación con lo que realmente ocultan en la realidad. Además, cuando se crean perfiles en línea, las personas corren el riesgo de las percepciones de los demás sobre la información compartida y si reciben los mensajes que pretendía el remitente. Sin percepciones erróneas de comunicación verbal, los mensajes pueden alterar la identidad o el desarrollo personal.
Los avatares pueden ser un elemento importante de la presentación en línea del usuario. En muchos casos, "los avatares en los blogs se crearon para reflejar con precisión la apariencia física, el estilo de vida y las preferencias de sus propietarios. Por el contrario, los participantes en los portales de citas y juegos acentuaron ciertos aspectos de su avatar para reflejar el tono y las expectativas percibidas del contexto". En otras palabras, los individuos a menudo enfatizan o minimizan ciertas características dependiendo del contexto de sus interacciones en línea. Sin embargo, estas inconsistencias tienden a ser triviales. Por ejemplo, los hombres tienden a exagerar ligeramente su altura, mientras que las mujeres a menudo subestiman su peso. Por lo general, esto no es un intento de engañar a los demás, sino de ser lo más honestos posible mientras se presentan a sí mismos con la mejor luz.
Según Vasalou & Joinson, aunque varios foros en línea pueden presentar a las personas la oportunidad de crear (una) persona(s) alternativa(s), típicamente eligen crear un avatar o representarse de manera coherente con la realidad: "Al tener igual acceso a artefactos cotidianos y opciones de fantasía, los participantes se inclinaban a recurrir a las opiniones propias existentes en lugar de aprovechar la oportunidad de explorar otras personas ". Además, Vasalou y Joinson también afirman que, en el contexto de la comunicación en línea, una gran autoconciencia (como lo demuestra un avatar en gran medida compatible con la persona fuera de línea de un individuo) contribuye a una mayor tasa de comunicación interpersonal.
Una consecuencia del anonimato en línea y la creación de identidades falsas es la capacidad del llamado Catfishing, que es un fenómeno reciente de internet, de manipular, engañar y atraer a las personas a las relaciones, mediante la creación de una persona de ficción en línea. En muchos casos, estos engaños se utilizan para crear ligues románticos o íntimos. Dado que la aventura ocurre completamente a través de la tecnología, uno puede ocultar su verdadera identidad y continuar la relación a través de su personaje inventado. La mayoría de estas incidencias se producen a través de sitios de redes sociales, como Facebook, y sitios de citas en Internet donde las personas ya están buscando amor y, por lo tanto, pueden ser fácilmente manipuladas por otras personas y sus engaños.

## Nuevas direcciones y oportunidades de investigación

### Robots personalizados e integración social de los entes artificiales
Ver también: robot ubicuo, robótica en la nube y robot doméstico
Nuevas direcciones y oportunidades en la investigación de los TSS, involucran a robots personalizados y la integración social de las criaturas artificiales se está convirtiendo en una realidad cada vez mayor. Teniendo en cuenta el trabajo de científicos informáticos pioneros y expertos en robótica como Rodney Brooks e Hiroshi Ishiguro, la interacción humana con robots personales y sociales llegó al público principal, comenzando con la popularización de muñecas robóticas y mascotas para niños. La investigación de Sherry Turkle examina muchos de los efectos de estos robots sociales en niños, adultos y ancianos. También hay robots para adultos destinados a aplicaciones terapéuticas (tecnoterapia), personales y sociales. Estos tipos de robots terapéuticos se usan en hogares de ancianos y hospitales, con el propósito de crear un entorno en el que se pueda alimentar y comunicarse con un animal. Esto permite a las personas en un ambiente solitario o aislado la capacidad de tener algo que cuidar e interactuar que también puede responder e interactuar de nuevo. Esto ha demostrado proporcionar felicidad y un mayor sentido de propósito para los individuos, incluso si es por un corto período de tiempo. 
Con robots personalizados y la integración social de la inteligencia artificial, la tecnología se desarrolla en los niños a través de relaciones con mascotas robóticas y tecnologías robóticas relacionadas basadas en animales, objetos o personas (Tamagotchi, Furby, AIBO, etc.). Las áreas actuales de interés en este tema se informan en Melson (2012), que proporciona información útil sobre los puntos de vista de los niños sobre las mascotas robotizadas, la relación de los niños con mascotas robóticas y las conceptualizaciones de identidad propia dentro de las relaciones niño robot.
Otra investigación se centra más en robots personalizados para adultos. Si continúa la tendencia hacia la personalización de los robots y la integración social de las criaturas artificiales, se espera que esta investigación sea más frecuente. David Levy, investigador de inteligencia artificial en la Universidad de Maastricht contiene el pronóstico de la relación entre el robot y el ser humano en su tesis, "Relaciones íntimas con robots". En su entrevista Forecast: Sex and Marriage with Robots by the 2050 con LiveScience, Levy dice: "Mi pronóstico es que alrededor de 2050, el estado de Massachusetts será la primera jurisdicción en legalizar los matrimonios con robots". Las experiencias de la vida real sugieren que los humanos pueden desarrollar una relación de nivel psicológico con sujetos artificiales, incluso si el sujeto en sí no tiene ninguna forma física. Judith Newman escribió un artículo en el New York Times sobre la relación entre el sistema Siri y su hijo de 13 años que tiene autismo. Newman dice que su hijo desarrolla una estrecha relación con el sistema y que aprende a mostrarle afecto aunque sabe que Siri no es "real". Newman sugiere que Siri podría ser una compañera potencial para aquellos niños que tienen dificultades para comunicarse con otras personas. Duggan (2016) describe cómo los usuarios ya forman relaciones con la tecnología que comparten muchas de las características de las relaciones entre los humanos. Estas relaciones tienen implicaciones importantes para el futuro de la atención médica ya que la tecnología interactiva reemplaza cada vez más los roles tradicionalmente ocupados por los humanos.

### Regulación y gobernanza de la mejora humana
La regulación del mejoramiento humano, la gobernanza y las preocupaciones legales se han convertido en otra preocupación creciente y en investigación de los TSS. Según Saner y Geelen (2012), existe un marco para guiar el gobierno en los TSS que distingue seis enfoques diferentes en los cuales las tecnologías emergentes pueden afectar la identidad humana:
1. alteración física de los seres humanos existentes
2. cambios en cómo se perciben los cuerpos humanos existentes
3. creación de nuevos cuerpos humanoides
4. alteración física de los entornos humanos existentes
5. cambios en la forma en que los humanos perciben los entornos humanos existentes
6. creación de entornos humanos novedosos.

Luppicini postula que este tipo de modelo podría "resultar inestimable para guiar futuras decisiones dirigidas al encuadre de los debates de regulación de la HET, así como también a la planificación estratégica y la toma de decisiones con respecto a los estándares de adaptación de la HET". La tecnoética se relaciona con las consideraciones éticas tecnología en la sociedad. La mejora humana mejora aspectos de la función humana y puede superar temporal o permanentemente las limitaciones del cuerpo humano a través de medios naturales o artificiales. Las consecuencias de tales alteraciones tecnológicas implican cuestiones éticas tales como la categorización física y mental injusta de ciertos individuos. Por lo tanto, una mayor consideración deberá estar asociada con cuestiones éticas relacionadas con la evolución de la tecnología. Con las crecientes tendencias de inteligencia artificial y dispositivos tecnológicos, como Google Glass, será necesaria una regulación más estricta. Además, Elon Musk afirmó recientemente que "debemos tener cuidado con la IA (inteligencia artificial). Potencialmente más peligrosa que las armas nucleares", lo que significa que puede haber necesidad de preocuparse por la evolución de la tecnología, y específicamente cómo los humanos la emplean para su beneficio.